# Hemming Sten (journalist)
Hemming Sten, född 11 januari 1925 i Sollefteå, död 14 april 1989 i Västra Vingåker, var en svensk journalist, TV-recensent och författare. Han var i första hand var verksam på kvällstidningen Expressen. Sten var son till riksdagsmannen Hemming Sten.

## Biografi
Åren 1948–1949 var Hemming Sten ordförande i Socialdemokratiska studentförbundet. Han blev filosofie kandidat 1949 och arbetade mellan 1947 och 1950 som redaktör på tidskriften Libertas. Efter några år som radio- och litteraturkritiker på Stockholms-Tidningen knöts han år 1953 till Expressens kulturredaktion. Mellan 1964 och 1966 var han redaktionschef på Förenade Landsortstidningar, FLT, och därefter kulturredaktör på Norrköpings Tidningar-Östergötlands Dagblad, NTÖD.
År 1967 återvände han till Expressen som TV-krönikör, en post han hade till 1982. Fram till 1989 var han TV-krönikör i Svenska Dagbladet. Han var även, från 1972, knuten till Veckojournalen.
Hemming Sten var även författare och skrev böcker både om mediepolitik, till exempel Monopol-TV eller frihet i etern? (Cavefors, 1962), och golf, bland andra Stockholms äldsta golfbanor (Höjering, 1989) och Stora golfboken (Norstedts, 1988).
Under sin tid på Expressen drev Hemming Sten en linje mot det dåvarande etermediemonopolet och ställde "frihet i etern" mot "monopol-TV". Myggans nöjeslexikon skriver att han "såg monopolet som roten till dålig radio och TV och sig själv som tittarnas ombudsman".  Hemming Sten är begravd på Västra Vingåkers kyrkogård.